# Devils Tower National Monument
Le Devils Tower National Monument est une aire protégée américaine dans le comté de Crook, au Wyoming. Créé le 24 septembre 1906, ce monument national protège la Devils Tower, son point culminant. D'une superficie de 5,5 km2, il est administré par le National Park Service.
Outre le monolithe à laquelle elle doit son nom, le monument abrite quatre biens inscrits au Registre national des lieux historiques, parmi lesquels l'Entrance Station. Plusieurs sentiers permettent de contourner la base du bloc rocheux.